# Туше, Джеймс, 5-й барон Одли
Джеймс Туше (англ. James Tuchet; приблизительно 1398 — 23 сентября 1459, при Блор-Хиф, Стаффордшир, Королевство Англия) — английский аристократ, 5-й барон Одли и 2-й барон Туше с 1408 года. Погиб в битве при Блор-Хиф во время Войн Алой и Белой розы, где сражался на стороне Ланкастеров.

## Биография
Джеймс Туше был сыном Джона Туше, 4-го барона Одли, и Элизабет Стаффорд. Он участвовал во многих кампаниях Столетней войны. В Войнах Алой и Белой розы барон встал на сторону Ланкастеров. В 1459 году при Блор-Хиф он во главе армии преградил путь Ричарду Невиллу, графу Солсбери, шедшему на соединение с основными силами йоркистов. В битве Туше потерпел поражение и был убит сэром Роджером Кинастоном. Его тело похоронили в аббатстве Дарли.
Барон был дважды женат. Его первая супруга, Маргарет де Рос, дочь Уильяма де Роса, 6-го барона де Роса, и Маргарет Фицалан, родила сына Джона, 6-го барона Одли, и двух дочерей: Элизабет (жену Эдуарда Брука, 6-го барона Кобема) и Энн, жену сэра Томаса Даттона. Последний погиб при Блор-Хиф вместе с тестем. Второй женой стала Алиенора Холланд — внебрачная дочь Эдмунда Холланда, 4-го графа Кента, и Констанции Йоркской. В этом браке родились:
- сэр Хамфри Туше[5];
- Томас Туше;
- Эдмунд Туше, епископ Рочестера, Херефорда и Солсбери[2];
- Маргарет, жена Ричарда Грея, 3-го графа Танкервиля[6];
- Констанция, жена сэра Роберта Уитни[7];
- Алиенора, жена Хамфри Грея;
- Энн, жена сэра Ричарда Делабера[8][9].